# Bruno Versavel
Bruno Versavel (* 27. August 1967 in Diest) ist ein ehemaliger belgischer Fußballspieler. Er spielte noch bis zum Jahre 2013 als Aktiver und war, bei seinem Karriereende 46-jährig, noch immer sehr torgefährlich. Seit dem Ende seiner Karriere als Aktiver bzw. bereits parallel dazu betätigt sich Versavel als Fußballtrainer im unterklassigen belgischen Fußball.

## Karriere
Versavel begann mit dem Fußballspielen beim FC Diest in seiner Geburtsstadt, für den er in der Saison 1985/86 in der ersten Mannschaft debütierte, die damals in der zweiten belgischen Liga spielte. 1986 wechselte er zum SK Lokeren. Dort erzielte der Mittelfeldspieler 18 Tore in 65 Spielen. 1988 wurde Versavel vom KV Mechelen verpflichtet, dem er vier Jahre treu blieb. In Mechelen gewann Versavel 1987 den Belgischen Pokal, 1988 den Europapokal der Pokalsieger. 1989 wurde die Mannschaft Belgischer Meister und gewann den Europäischen Supercup. 1990 machte Versavel drei Länderspiele für die Belgische Nationalmannschaft bei der Weltmeisterschaft in Italien, insgesamt absolvierte er 28 Länderspiele und schoss dabei vier Tore. Im Januar 1992 wechselte Versavel zum Spitzenklub RSC Anderlecht, wo er fünfeinhalb Spielzeiten verbrachte.
1997 verließ Versavel Belgien und wechselte zum AC Perugia in die italienische Serie B. Dort konnte der mittlerweile 30-jährige die Erwartungen allerdings nicht erfüllen und wurde noch vor Saisonende zum FC Lugano in die Schweiz abgeschoben. Im Sommer 1998 kehrte Versavel nach Belgien zurück und spielte eine Saison lang für den FC Herentals in der Zweiten Liga. Die Spielzeit 1999/2000 verbrachte er beim KFC Verbroedering Geel. Anschließend wechselte er zum KV Turnhout, bei dem er bis 2007 als Stürmer auflief und dabei die Rückennummer 10 trug. Danach folgte ein Wechsel zu seinem Heimatverein, dem Fünftligisten KFC Diest, bei dem er bis 2011 seine Karriere ausklingen ließ und noch immer sehr torgefährlich war. Von 2012 bis 2013 schloss er sich nochmals dem unterklassigen Verein VK Linden an und beendete daraufhin 46-jährig seine Karriere als Aktiver. Nach dem Ende seiner Karriere als Aktiver bzw. bereits parallel dazu betätigte sich Versavel als Fußballtrainer im unterklassigen belgischen Fußball. So ist er aktuell (Stand: Januar 2015) als Cheftrainer beim KSV Oud-Turnhout in der vorletzten belgischen Fußballliga aktiv. Nachdem er im Jahre 2013 alle seine Ausbildungen für das UEFA-B-Diplom gemacht hatte, ist sein neues Ziel der Erhalt eines UEFA-A-Diploms, um sich auch im Profifußball als Trainer durchzusetzen. Neben seiner Tätigkeit als Fußballtrainer betreibt der Ex-Internationale auch ein Café am Grote Markt seiner Heimatstadt.